# Rovers FC
Rovers FC was een Mexicaanse voetbalclub uit Mexico-Stad. 

## Geschiedenis
De club werd in 1912 opgericht door Percy Clifford, die tien jaar eerder ook al British Club opgericht had. Toen duidelijk werd dat deze club niet lang meer zou bestaan richtte Clifford snel Rovers FC op. De club werd meteen opgenomen in de Primera Fuerza, de hoogste amateurcompetitie. In het eerste seizoen werd de club derde en deed het daarmee twee plaatsen beter als British Club, dat kort hierop ontbonden werd. Het volgende seizoen eindigde de club samen met Real Club España op de eerste plaats, maar moest de titel aan zich voorbij laten gaan wegens een slechter doelsaldo. 
Na het uitbreken van de Eerste Wereldoorlog keerden vele Engelsmannen terug naar hun vaderland om daarvoor ten strijde te trekken. De Rovers konden zo geen volwaardig team meer opstellen en trokken zich terug uit de competitie. Tot 1916 nam de club wel nog deel aan de Mexicaanse beker, daarna is er geen spoor meer van terug te vinden waardoor kan aangenomen worden dat de club de oorlog niet overleefde. 